# Geórgios Stréit
Pour les articles homonymes, voir Streit.
Geórgios Stréit (en grec moderne : Γεώργιος Στρέιτ) (Patras 1868 - Athènes 1948) était un juriste, homme politique et diplomate grec.

## Biographie
Geórgios Stréit était le fils de Stephanos Streit, lui-même juriste, et de Viktoria Londos qui appartenait à une grande famille de Patras. Il fit ses études de droit à Athènes et en Allemagne, à Leipzig. Il se spécialisa en droit international qu'il enseigna à partir de 1898 à l'Université nationale capodistrienne d’Athènes. Il entra ensuite au ministère des affaires étrangères de son pays. Il fut ambassadeur à Vienne en 1910. Grâce à cette position, il participa aux négociations du traité de Londres de 1913 qui mit fin à la Première Guerre balkanique. Il fut brièvement ministre des affaires étrangères en 1914.
Après la guerre, il participa à la création de l'Académie d'Athènes en 1926. Après 1929, il siégea à la cour de justice de La Haye.